# El otro (Unamuno)
El otro o misterio en tres jornadas y un epílogo è un'opera teatrale di Miguel de Unamuno, scrittore, drammaturgo e saggista spagnolo appartenente alla Generazione del '98. Venne scritta nel 1926, durante il suo esilio in Francia, a Hendaya, pubblicata e rappresentata per la prima volta nel 1932.
La locandina dello spettacolo di questa opera la presenta come un "dramma dell'alchimia delle parole e dei dubbi". La tematica centrale è quella dell'altro, ovvero il dramma dello sdoppiamento della personalità o del doppio, che si inasprisce fino a raggiungere il suo apice. Protagonisti della vicenda sono i gemelli Cosme e Damián, in conflitto a causa del loro aspetto identico, movente che porterà uno dei due ad uccidere il fratello, vedendo in lui il proprio doppio. Il gemello sopravvissuto al fratricidio, colpito dal rimorso, subirà una metamorfosi e inizierà a soffrire di sdoppiamento della personalità. Il crimine da lui compiuto lo porterà a dimenticare la sua vera identità, celata sotto l'epiteto dell'"altro", per occultare l'assassinio. L'identità dei personaggi cessa, quindi, di essere veicolo per la conoscenza della verità, che diviene dubbia e misteriosa.

## Genesi dell'opera
El otro viene redatto nel 1926 in seguito a un periodo di crisi esistenziale dell'autore iniziato nel settembre 1924 e terminato nel luglio dell'anno successivo. Unamuno, provato dall'esilio e dalla solitudine, progetta un'opera drammatica volta a indagare il tema dell'identità personale. In quegli anni Unamuno lesse i testi di Freud e del suo seguace Otto Rank sulla teoria della pluralità dell'individuo e del doppio, che lo influenzarono nella stesura di El otro. Nel saggio Mis yos-ex futuros (1923), egli dichiara la sua ossessione riguardo al dramma della personalità e fa riferimento all'opera in via di scrittura :
(Unamuno, Mis yos-ex futuros, 1923)
I temi presenti in El otro si trovano frequentemente anche in altre opere della produzione letteraria unamuniana: il tema del fratricidio, oggetto del dramma, è presente già nel 1902 in Paisajes e Ciudad y campo, due saggi nei quali Unamuno fa riferimento alla "vecchia storia biblica" di Caino e Abele. La stessa tematica riappare anche nella Confesión (1920), dove il protagonista Joaquin Monegro riflette sul motivo primordiale del fratricidio biblico:
Il tema della duplicità dell'identità personale o del doppio era apparso anche in La esfinge (1898) e Niebla (1914), nei quali veniva presentato come una sfaccettatura del proprio sé, frutto dell'introspezione dei personaggi e della conseguente divisione del "io" intimo dall' "io" pubblico. In El otro, invece, il doppio è al contempo concreto e astratto, essendo rappresentato, da un lato, dal fratello gemello del protagonista, e dall'altro, dal riflesso del protagonista allo specchio. L'Otro sostiene che vedersi equivale a morire o uccidersi: per questo odia tanto il fratello gemello, quanto la sua immagine riflessa allo specchio, che lo rendono vulnerabile in quanto visibile ai suoi stessi occhi, facendolo sentire "altro da sé". Il tema dello specchio si intreccia dunque con quello del doppio, divenendo simbolo della pazzia e della lotta interiore dell'individuo e causa di alienazione.

## Struttura
L'opera si divide in tre atti o giornate. Il primo atto è composto di quattro scene; il secondo di sei e il terzo di nove, con un epilogo finale. Nel sottotitolo "Misterio en tres jornadas y un epílogo", la parola "misterio" introduce l'argomento principale dell'opera, ovvero il giallo del fratricidio fra i gemelli Cosme e Damián e rappresenta il carattere inesplicabile del mistero della personalità. El otro si inserisce nell'ambito del teatro avanguardista. Dal punto di vista formale, l'opera rispetta il modello della tragedia greca, che possiede unità di tempo, luogo, spazio, e predilige un numero esiguo di personaggi. Nonostante il rispetto di questa tradizione, l'autore opta per uno stile innovativo, adottando l'estetica simbolista, contrapposta a quella realista, tipica dell'epoca.

## Personaggi
Cosme Redondo
Fratello gemello di Damián e marito di Laura.
Damián Redondo
Fratello gemello di Cosme e marito di Damiana.
Laura
È la moglie di Cosme.
Ernesto
È il fratello di Laura, incaricato di aiutare il medico Don Juan a risolvere il mistero della pazzia dell'"altro".
Damiana
È la moglie di Damián e futura madre dei figli dell'"altro".
El otro
È il gemello sopravvissuto al fratricidio. Colpito dal rimorso, inizia a soffrire di sdoppiamento della personalità subendo un cambiamento interiore che lo porta a dimenticare la propria identità, occultando in questo modo anche quella del gemello assassino.
Don Juan
È il medico di casa
El Ama
È la nutrice dei gemelli Cosme e Damián, e unica detentrice del segreto sulla vera identità dell'"altro".

## Trama
Il dramma racconta la storia di un fratricidio fra i gemelli Cosme e Damián Redondo. I due, che già si odiavano fin da piccoli, vivono nel paese di Renada, dove conoscono Laura, di cui entrambi si innamorano. A causa del loro identico aspetto, Laura non sa distinguere i gemelli e si innamora di entrambi. I gemelli decidono quindi di risolvere fra di loro la questione: Cosme sposerà Laura, Damián rinuncerà. Al matrimonio di Damián con Damiana, avvenuto successivamente, Laura deciderà di non partecipare, temendo di riaccendere il conflitto con la sua presenza. Un "día fatal", come lo chiama il medico di casa Don Juan, mentre Laura è fuori casa, Damián fa visita al fratello, e dopo essersi affrontati, uno di loro soccombe. Il superstite dei due gemelli, associati all'interno del testo ai racconti biblici di Caino e Abele ed Esau e Giacobbe, sfrutterà il suo aspetto fisico, identico a quello dell'assassinato, per occultare la sua identità:
(Unamuno, El otro)

A partire da questo momento, Cosme-Damián subisce una metamorfosi: la visione del fratello morto porta il sopravvissuto a disconoscere se stesso e a perdere la sua identità. Il morto si insinua nella testa del vivo: i due gemelli si uniscono sotto il nome di "el otro", l'Altro, divenendo indistinguibili agli occhi altrui. Il medico di casa, Don Juan, incapace di risolvere il mistero, decide allora di chiamare Ernesto, il fratello di Laura, per aiutarlo a capire la causa della pazzia del presunto Cosme, il quale sostiene di aver ucciso se stesso:
(Unamuno, El otro)
La vera identità dell'omicida è celata dalla nutrice dei gemelli, El Ama, che afferma di non saperli più distinguere. La situazione si complica quando appare Damiana, che viene a reclamare suo marito. Qui, le due "furie", come le definisce il protagonista, ovvero Damiana e Laura, iniziano una disputa. Ciascuna di loro pretende di riconoscere il proprio marito nella figura dell'"altro", il quale "rifiuta di divulgare la propria identità". Si assiste a un ultimo colpo di scena quando Damiana confessa di essere incinta di due gemelli. La gravidanza di Damiana fa sì che il protagonista si veda sdoppiato ulteriormente attraverso i due nascituri: una notizia che aggrava il suo tormento interiore tanto da portarlo ad uccidersi. La morte dell'"altro" lascia il mistero dell'assassinio. Nell'epilogo, il medico di casa e il "giudice istruttore del crimine" Ernesto rappresentano, secondo lo studioso Andrés Franco, l'attitudine razionalista, ovvero la Scienza, in quanto essi indagano sull'omicidio cercandovi invano una soluzione plausibile. L'Ama, nutrice dei gemelli, rappresenta, al contrario, l'attitudine religiosa e la misericordia divina, poiché perdona l'Otro per il suo crimine, tralasciando deliberatamente la questione dell'identità dell'assassino. Secondo i critici López e Franco, le parole dell'Ama rappresentano non solo la conclusione al dramma, ma anche una sorta di "verdetto dell'autore" sul dilemma della personalità, che rimane insoluto a causa dell'impossibilità dell'individuo di conoscere il vero sé:
(Unamuno, El otro)

## Critica
Critici come Franco, Zavala e López hanno spesso collegato la creazione di El otro a quella dell'Abel Sánchez (1917), in cui nel capitolo XXIX si allude esplicitamente ai racconti biblici di Caino e Abele e Giacobbe ed Esau; uno dei protagonisti, in entrambi i casi fratelli, uccide l'altro per invidia, causa primaria del fratricidio:
La studiosa Rebeca Martín ha inoltre collegato l'opera in questione al racconto El que se enterró di Unamuno, pubblicato il 1º gennaio 1908. In esso, il protagonista Emilio vive un'esperienza identica a quella vissuta dall'"altro" nella scena IV del primo atto, nella quale il protagonista assiste alla morte del suo doppio. Il racconto viene rielaborato e integrato alla prima versione del dramma.
Oltre alle somiglianze tra le varie opere di Unumano, alcuni studiosi hanno rilevato numerose analogie fra El otro e i drammi Così è (se vi pare) e Come tu mi vuoi di Pirandello. La trama di Così è (se vi pare) è molto simile a quella di El otro. Nell'opera di Pirandello, come in quella di Unamuno, vi è un caso da risolvere, e in entrambe gli autori omettono volontariamente l'identità dei protagonisti e sottolineano la relatività della verità, privandola della sua importanza. Critici come Sedwick e Celada nel comparare le opere dei due autori sono giunti alla conclusione che le loro affinità dipendono dal simile ambiente intellettuale nel quale sono state concepite, che ha dato luogo a principi estetici quasi identici. Questa tesi viene sostenuta dallo stesso Unamuno, che il 15 luglio 1923 nell'articolo "Pirandello y yo", pubblicato dal giornale La Nación di Buenos Aires, commenta questa somiglianza rivendicando l'indipendenza dei suoi scritti da quelli dell'autore italiano:
Ulteriori analogie sono state trovate da Rebeca Martín fra El otro e Il Sosia di Dostoevskij. Qui, Il protagonista della novella, il consigliere titolare Jakov Petrovič, inizia a soffrire di disturbi mentali a causa dell'incontro con il suo sosia, che lo perseguita mettendolo in imbarazzo di fronte ai suoi conoscenti, fino a farlo rinchiudere in un istituto d'igiene mentale.
Un'altra opera spesso comparata alla tragedia unamuniana è il racconto omonimo di Jorge Luis Borges, El otro (1972), che narra l'incontro dello scrittore argentino con il suo "io" passato, con se stesso giovane, al nord di Boston nel febbraio del 1969. Secondo la scrittrice Dolores Koch, durante un'intervista sarebbe stato lo stesso Borges a confessare di essersi ispirato all'opera di Unamuno per la stesura di questo racconto e di aver tentato di imitare la sua prosa. Per questo motivo, tematiche come la personalità, la pluralità dell'io, le sue limitazioni e la sua sopravvivenza, sono comuni a entrambi gli autori.